# Glyphodes toulgoetalis
Glyphodes toulgoetalis là một loài bướm đêm trong họ Crambidae.